# Confezionamento degli alimenti
Il confezionamento degli alimenti  è l'operazione con cui viene applicata ad un prodotto alimentare una protezione fisica, chiamata imballaggio, che annulla o minimizza l'influenza dell'ambiente esterno.

## Requisiti dell'imballaggio
I materiali di confezionamento dei prodotti alimentari devono possedere caratteristiche particolari, spesso legate alla peculiarità della destinazione, ad esempio devono
1. essere non-tossici e compatibili con l'alimento con cui vengono a contatto,
2. dare al prodotto una adeguata protezione sanitaria, cioè fare da barriera all'ingresso di microbi e sporcizia in genere, oltre che resistere all'attacco di insetti e roditori,
3. proteggere dalla migrazione di umidità ed eventualmente di grasso,
4. impedire ingresso (e uscita) di gas e odori,
5. proteggere dalla luce oppure offrire una buona trasparenza,
6. resistere ai traumi meccanici, alle manomissioni ed eventualmente rivelare queste ultime
7. essere facili da aprire (eventualmente da richiudere), da utilizzare e da smaltire, adeguati nelle dimensioni, nella forma e nel peso, economici rispetto al valore del contenuto

## Finalità del confezionamento
Il confezionamento degli alimenti ha una importanza fondamentale in riferimento ad almeno quattro aspetti della vita di un prodotto alimentare industriale: il contenimento, la conservazione,  la commercializzazione ed il trasporto.
- Contenimento: se il prodotto è liquido (latte) o comunque fluido (budino), oppure in polvere (farina) o composto di piccole parti che devono necessariamente essere tenute assieme (biscotti), se non ha una struttura rigida (bistecca), l'imballaggio è indispensabile per contenere e sostenere la quantità di prodotto che costituisce l'unità di vendita.
- Conservazione: si può considerare il confezionamento come un metodo di conservazione, finalizzato quindi ad un prolungamento della vita del prodotto ai fini della commercializzazione, anche se solo in casi particolari è una condizione sufficiente. Nella grande generalità dei casi un idoneo confezionamento è sussidiario ad una tecnica (congelamento, surgelazione, disidratazione, pastorizzazione, sterilizzazione, ecc.) che rende inefficaci eventuali processi di alterazione del prodotto: in questi casi l'imballaggio serve da barriera per garantire la permanenza della situazione virtuosa ottenuta con il processo applicato, onde contrastare fenomeni alterativi in ogni caso inevitabili nel tempo, secondo la Prima Legge di Parisi della Degradazione Alimentare.
- Commercializzazione: l'imballaggio determina l'unità di vendita (oltre alle eventuali sub-unità), accoglie tutte le informazioni necessarie ad una corretta identificazione merceologica del prodotto, ad una conoscenza delle sue caratteristiche fisiche e nutrizionali, delle modalità di conservazione e di utilizzo, dei termini di scadenza, all'individuazione del produttore e del commercializzatore, oltre ad ospitare immagini e colori suggestivi per l'acquisto.
- Trasporto: i prodotti finiti presenti nel magazzino-spedizioni dell'industria di produzione, così come le materie prime in entrata, devono avere un allestimento tale da poter essere gestiti/e (carico, scarico, stivaggio) con la massima efficienza, e l'imballaggio finale, costituito di unità di grandi dimensioni e forme regolari, consente l'utilizzo economico degli opportuni mezzi meccanici (carrelli, nastri, containers, ecc.)

## Tipologia dell'imballaggio

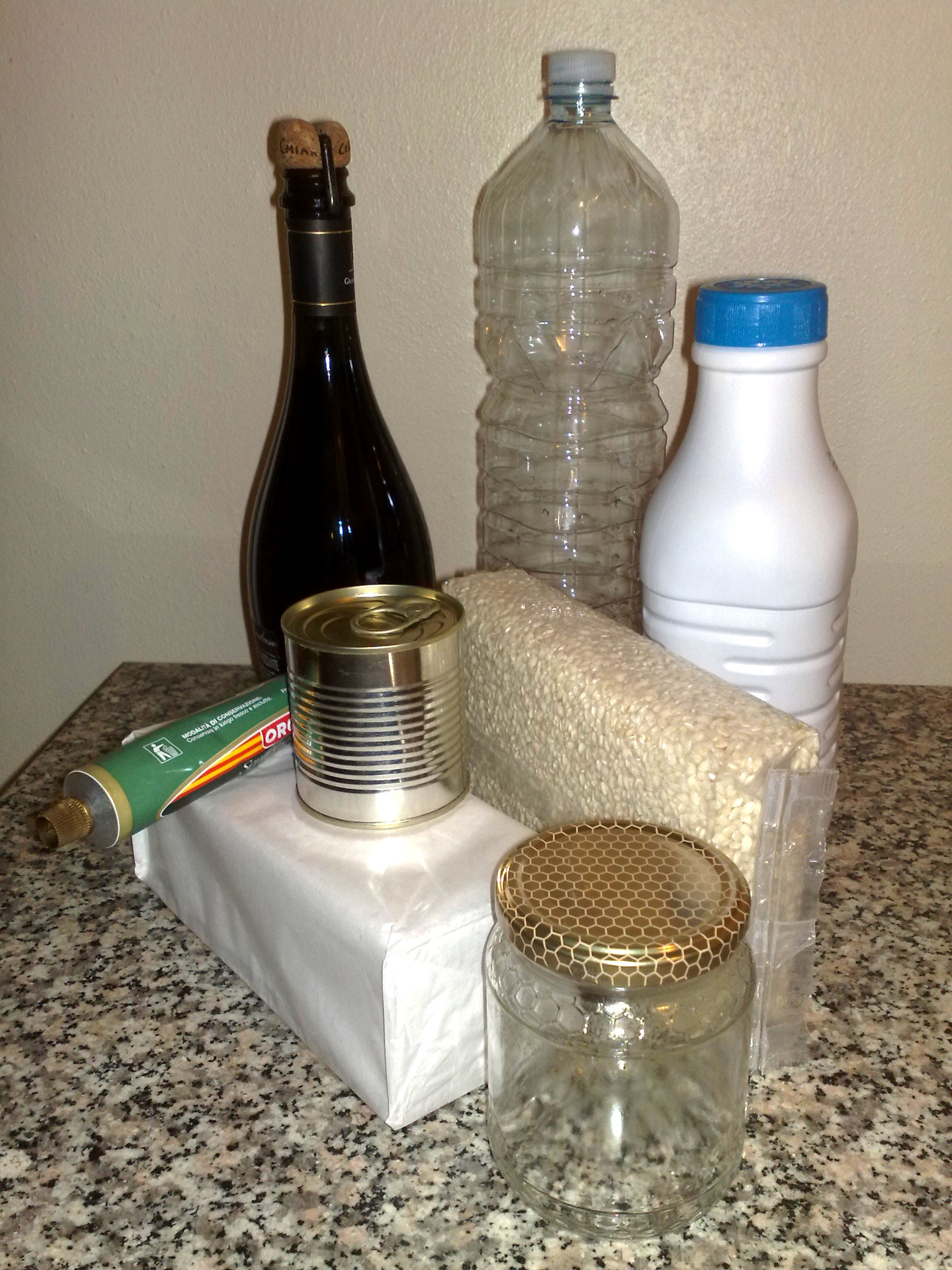
Alcuni esempi di imballaggi primari per alimenti

In relazione alla modalità di applicazione, si possono distinguere:
- Imballaggio primario riferito ai materiali che sono a diretto contatto con il prodotto.
- Imballaggio secondario, relativo ad un secondo rivestimento esterno, non sempre né necessariamente presente, utile ad aumentare la protezione meccanica, a dare una forma più idonea alla movimentazione, o più semplicemente per creare un migliore impatto visivo ai fini dell'acquisto.
- Imballaggio terziario, decisamente orientato al trasporto (quindi casse, grandi cartoni, pedane, ecc.). Nei casi particolari di trasporto di prodotti liquidi o in polvere o granulari in grandi quantità sfuse, il mezzo di trasporto (cisterna o altro) funge contemporaneamente da imballaggio primario e terziario.

In base alle caratteristiche meccaniche gli imballaggi possono essere rigidi come un vaso di vetro o flessibili come una busta di plastica, con la più ampia scelta del grado di flessibilità in base alla natura del materiale (plastiche o accoppiati plastica/carta o accoppiati plastica/metallo).
Secondo la tecnologia di fabbricazione gli imballaggi possono essere pre-formati, cioè costruiti dal fabbricante nel proprio stabilimento e poi trasferiti nell'impianto di utilizzo, oppure formati-in-linea, cioè realizzati presso il produttore di alimenti partendo da una bobina variamente flessibile in una macchina che contemporaneamente forma il contenitore e realizza il riempimento con il prodotto.

## Natura dell'imballaggio
C'è oggi una vastissima scelta di materiali da confezionamento, come metalli, vetro, carta e cartone, una grande varietà di materiali plastici, laminati, coestrusi, accoppiati, buste sterilizzabili e perfino pellicole commestibili.
Due possibili trattamenti di conservazione, che influenzano la scelta del materiale di imballaggio, sono: il sottovuoto (ovvero confezionamento ipobarico), oppure il confezionamento in atmosfera protettiva.